# 큰수달
큰수달(Pteronura brasiliensis)은 남아메리카에 서식하는 육상 포유류이다. 족제비과의 종중 가장 길며, 가족을 이루는 등 다른 족제비와는 달리 사회성이 강하다. 거의 낮에만 활동하는 주행성이다.
털을 위한 남획으로 현재는 개체군 사이의 연결고리가 많이 상실되었다. 야생에는 5,000마리가 남아있고, 사육하에는 50마리 정도가 있을 뿐이다. 기아나 지역에 가장 많이 남아있으며, 이제는 서식지 상실마저 존치여부를 위협하고 있다.

## 육체적 특징
큰수달은 다른 수달들과 형태적, 행동 특징들이 확실하게 구분된다. 큰수달은 족제비과 중에서 어떤 종보다 몸의 길이가 가장 길다. 똑같은 족제비과에 속한 해달이 더 무거울지는 몰라도 큰수달의 몸길이가 더 길다. 수컷들은 머리에서 꼬리까지의 길이가 1.5m~1.7m(4피트 11인치~5피트 7인치)이고 암컷들은 1m~1.5m (3피트 3과 1/2인치~ 4피트 11인치)이다. 큰수달의 근육질 꼬리는 전체 몸길이에 70cm(28인치)를 더할 수 있다. 가죽과 살아있는 동물에 대한 초기 보고서에서는 큰 암컷이 2.4m(7피트 10과 1/2인치)까지 컸다고 말한다. 무리사냥이 그런 큰 개체의 출현을 줄였다. 무게는 수컷이26~32kg(57~71 파운드)이고 암컷은 22~26kg(49~57 파운드)이다. 체감상 리트리버 정도의 중형견 만하다. 큰 수달은 모든 수달종 중에서 가장 짧은 털을 가지고 있다. 털색깔은 보통 초코브라운색이지만 불그스름하기도 하고 황갈색을 띠기도 한다. 그리고 털이 젖을 때면 검은색을 띠기도 한다. 털은 물이 피부에 닿을 수 없게 빽뺵하게 밀집되어 있다. 가드헤어(털의 바깥층)는 물을 묶어두어서 안에 있는 털이 젖지 않게 유지시켜준다. 가드헤어는 안에 있는 털보다 두 배정도 긴 약 8밀리미터정도 된다. 이런 털의 구조는 벨벳 같은 느낌을 주어서 모피상인들이 큰수달을 많이 잡는 계기가 되었고 결국 개체수가 감소하게 되었다. 흰색 또는 크림색 털의 독특한 무늬가 목과 턱 아래를 물들여 태어날 때부터 개체마다 달라서 식별할 수 있게 도와준다. 큰수달의 주둥이는 짧고 경사져 있으며 머리가 공 모양으로 보인다. 귀는 작고 둥글다. 코(비경)은 콧구멍부분만 보이고 나머지는 완전히 털로 덮여있다. 큰수달은 매우 민감한 수염을 통해서 수압과 조류의 변화를 추적할 수 있어서 먹이를 감지하는 데 도움이 된다. 다리는 짧고 뭉툭하며 끝에는 날카로운 발톱이 달린 발이 있다. 물 속에서 귀와 코를 닫을 수 있어서 수중에서도 잘 생활할 수 있다. Carter와 Rosas가 글을 쓰고 있을 당시에 시각은 아직 직접 연구되지 않은 분야였지만 현장에서 관찰한 바에 따르면 큰수달은 시각을 이용해서 사냥을 한다. 관찰자가 멀리 있어도 관찰자를 인식할 수 있다. 큰수달은 낮에만 활동하고 있어서 사냥의 효율을 높이고 천적을 피하기 위해 시력이 매우 좋다. 큰수달과 다르게 다른 수달종들의 시력은 일반적으로 육지와 물 속 모두 정상이거나 약간 근시이다. 큰수달은 청력이 예민하고 후각이 뛰어나다.

## 행동 양식
큰수달은 크고 사교적이며 주행성이다. 초기 여행자의 보고서에서는 탐험가의 보트를 둘러싼 시끄러운 무리로 묘사되어 있다. 1970년대 후반 Duplaix의 획기적인 작업이 있기 전까지는 큰수달이라는 종에 대한 과학적 정보가 거의 없었다. 큰수달이 멸종위기에 처해지면서 이 종에 대한 많은 연구가 이루어졌다.

## 발성
큰수달은 가장 복잡한 발성을 가지고 있는 시끄러운 동물이다. 모든 수달은 소리를 낸다. 그러나 떨림과 크기를 비교해보면 큰수달이 가장 좋은 발성을 낸다. Duplaix는 상황에 따라서 세분하여 9개의 뚜렷한 소리를 구별했다. 빠르게 '하' 짖는 소리 또는 폭발적인 킁킁거림은 흥미와 위험에 대해 반응하는 것이다. 흔들리는 비명은 우리가 소리를 지르면서 적에게 대항할 용기를 얻는 것처럼 침입자에게 돌격할 때 사용될 수 있고 낮게 으르렁거리는 소리는 공격적인 경고에 사용된다. 험소리 옹알이 소리는 그룹 내에서 더 안정적이다. 휘파람소리에 대해서는 연구가 덜 되었지만 그룹 간에 서로 적대적이지 않은 의도의 사전 경고로 사용될 수 있다. 갓 태어난 새끼는 관심을 끌기 위해 꽥꽥거리고, 나이가 많은 새끼가 그룹활동을 참여하기 시작하면 낑낑거리면서 통곡한다. 2014년에 발표된 분석에서 성체의 22가지 발성유형과 새끼의 11가지 유형을 분류했다. 각 큰수달 무리마다 고유한 의사소통(소리)방법이 있다.

## 사회구조
큰수달은 매우 사회적인 동물이고 큰 무리를 이루며 살아간다. 무리의 규모는 2마리에서 20마리 사이이지만 평균적으로 3마리에서 8마리 정도 무리를 이룬다. 더 큰 무리의 경우 일시적으로 먹이를 나누어 먹는 두세 무리를 합친 것이다. 무리의 구성원들은 한 쌍의 번식기 부부를 중심으로 구성된 역할을 공유한다. 또한 영역에 따라 오줌, 똥, 샘분비물, 소리로 범위를 표시한다. 새로운 수컷이 그 전의 수컷의 역할을 대신하는 알파 관계의 변화에 대한 사례가 최소 한 건이 있었다. 이러한 일이 일어나는 정확한 원인은 아직 밝혀내지 못했다. Duplaix는 무리와 그 영역 내에 살고 있는 "거주민"과 유목민 및 고독한 "일시적인 거주민" 사이를 구분해야 한다고 말한다. 이러한 분류는 당연한 것이며 수달의 삶의 주기에서 앞서 말했던 부분은 정상적일지도 모른다. 족제비과의 사회성 발달에 대한 잠재적인 이론 중 하나는 한 곳에 집중적으로 모여있는 먹이와 예측하기 힘든 먹이로 인해 이러한 무리가 형성된다는 것이다.

## 계통 분류
다음은 2018년 로(Law) 등의 연구에 기초한 수달아과의 계통 분류이다.

|  | 수마트라수달 |
|  |              |
|  | 수달         |
|  |              |

| 민발톱수달속   | 아프리카민발톱수달                                                                                        |
|                | 아프리카민발톱수달                                                                                        |
|                | \| 비단수달속 \| 비단수달 \| \| \| 비단수달 \| \| 작은발톱수달속 \| 작은발톱수달 \| \| \| 작은발톱수달 \| |
|                | |
| 비단수달속     | 비단수달                                                                                                  |
|                | 비단수달                                                                                                  |
| 작은발톱수달속 | 작은발톱수달                                                                                              |
|                | 작은발톱수달                                                                                              |

| 비단수달속     | 비단수달     |
|                | 비단수달     |
| 작은발톱수달속 | 작은발톱수달 |
|                | 작은발톱수달 |

|  | 수마트라수달 |
|  |              |
|  | 수달         |
|  |              |

| 민발톱수달속   | 아프리카민발톱수달                                                                                        |
|                | 아프리카민발톱수달                                                                                        |
|                | \| 비단수달속 \| 비단수달 \| \| \| 비단수달 \| \| 작은발톱수달속 \| 작은발톱수달 \| \| \| 작은발톱수달 \| |
|                | |
| 비단수달속     | 비단수달                                                                                                  |
|                | 비단수달                                                                                                  |
| 작은발톱수달속 | 작은발톱수달                                                                                              |
|                | 작은발톱수달                                                                                              |

| 비단수달속     | 비단수달     |
|                | 비단수달     |
| 작은발톱수달속 | 작은발톱수달 |
|                | 작은발톱수달 |

|  | 수마트라수달 |
|  |              |
|  | 수달         |
|  |              |

| 민발톱수달속   | 아프리카민발톱수달                                                                                        |
|                | 아프리카민발톱수달                                                                                        |
|                | \| 비단수달속 \| 비단수달 \| \| \| 비단수달 \| \| 작은발톱수달속 \| 작은발톱수달 \| \| \| 작은발톱수달 \| |
|                | |
| 비단수달속     | 비단수달                                                                                                  |
|                | 비단수달                                                                                                  |
| 작은발톱수달속 | 작은발톱수달                                                                                              |
|                | 작은발톱수달                                                                                              |

| 비단수달속     | 비단수달     |
|                | 비단수달     |
| 작은발톱수달속 | 작은발톱수달 |
|                | 작은발톱수달 |

|  | 수마트라수달 |
|  |              |
|  | 수달         |
|  |              |

| 민발톱수달속   | 아프리카민발톱수달                                                                                        |
|                | 아프리카민발톱수달                                                                                        |
|                | \| 비단수달속 \| 비단수달 \| \| \| 비단수달 \| \| 작은발톱수달속 \| 작은발톱수달 \| \| \| 작은발톱수달 \| |
|                | |
| 비단수달속     | 비단수달                                                                                                  |
|                | 비단수달                                                                                                  |
| 작은발톱수달속 | 작은발톱수달                                                                                              |
|                | 작은발톱수달                                                                                              |

| 비단수달속     | 비단수달     |
|                | 비단수달     |
| 작은발톱수달속 | 작은발톱수달 |
|                | 작은발톱수달 |

|  | 수마트라수달 |
|  |              |
|  | 수달         |
|  |              |

| 민발톱수달속   | 아프리카민발톱수달                                                                                        |
|                | 아프리카민발톱수달                                                                                        |
|                | \| 비단수달속 \| 비단수달 \| \| \| 비단수달 \| \| 작은발톱수달속 \| 작은발톱수달 \| \| \| 작은발톱수달 \| |
|                | |
| 비단수달속     | 비단수달                                                                                                  |
|                | 비단수달                                                                                                  |
| 작은발톱수달속 | 작은발톱수달                                                                                              |
|                | 작은발톱수달                                                                                              |

| 비단수달속     | 비단수달     |
|                | 비단수달     |
| 작은발톱수달속 | 작은발톱수달 |
|                | 작은발톱수달 |

|  | 수마트라수달 |
|  |              |
|  | 수달         |
|  |              |

| 민발톱수달속   | 아프리카민발톱수달                                                                                        |
|                | 아프리카민발톱수달                                                                                        |
|                | \| 비단수달속 \| 비단수달 \| \| \| 비단수달 \| \| 작은발톱수달속 \| 작은발톱수달 \| \| \| 작은발톱수달 \| |
|                | |
| 비단수달속     | 비단수달                                                                                                  |
|                | 비단수달                                                                                                  |
| 작은발톱수달속 | 작은발톱수달                                                                                              |
|                | 작은발톱수달                                                                                              |

| 비단수달속     | 비단수달     |
|                | 비단수달     |
| 작은발톱수달속 | 작은발톱수달 |
|                | 작은발톱수달 |

|  | 수마트라수달 |
|  |              |
|  | 수달         |
|  |              |

| 민발톱수달속   | 아프리카민발톱수달                                                                                        |
|                | 아프리카민발톱수달                                                                                        |
|                | \| 비단수달속 \| 비단수달 \| \| \| 비단수달 \| \| 작은발톱수달속 \| 작은발톱수달 \| \| \| 작은발톱수달 \| |
|                | |
| 비단수달속     | 비단수달                                                                                                  |
|                | 비단수달                                                                                                  |
| 작은발톱수달속 | 작은발톱수달                                                                                              |
|                | 작은발톱수달                                                                                              |

| 비단수달속     | 비단수달     |
|                | 비단수달     |
| 작은발톱수달속 | 작은발톱수달 |
|                | 작은발톱수달 |

|  | 수마트라수달 |
|  |              |
|  | 수달         |
|  |              |

| 민발톱수달속   | 아프리카민발톱수달                                                                                        |
|                | 아프리카민발톱수달                                                                                        |
|                | \| 비단수달속 \| 비단수달 \| \| \| 비단수달 \| \| 작은발톱수달속 \| 작은발톱수달 \| \| \| 작은발톱수달 \| |
|                | |
| 비단수달속     | 비단수달                                                                                                  |
|                | 비단수달                                                                                                  |
| 작은발톱수달속 | 작은발톱수달                                                                                              |
|                | 작은발톱수달                                                                                              |

| 비단수달속     | 비단수달     |
|                | 비단수달     |
| 작은발톱수달속 | 작은발톱수달 |
|                | 작은발톱수달 |

|  | 긴꼬리수달                                                  |
|  |                                                             |
|  | \| \| 남아메리카수달 \| \| \| \| \| \| 바다수달 \| \| \| \| |
|  |                                                             |
|  | 남아메리카수달                                              |
|  |                                                             |
|  | 바다수달                                                    |
|  |                                                             |

|  | 남아메리카수달 |
|  |                |
|  | 바다수달       |
|  |                |

|  | 긴꼬리수달                                                  |
|  |                                                             |
|  | \| \| 남아메리카수달 \| \| \| \| \| \| 바다수달 \| \| \| \| |
|  |                                                             |
|  | 남아메리카수달                                              |
|  |                                                             |
|  | 바다수달                                                    |
|  |                                                             |

|  | 남아메리카수달 |
|  |                |
|  | 바다수달       |
|  |                |

|  | 수마트라수달 |
|  |              |
|  | 수달         |
|  |              |

| 민발톱수달속   | 아프리카민발톱수달                                                                                        |
|                | 아프리카민발톱수달                                                                                        |
|                | \| 비단수달속 \| 비단수달 \| \| \| 비단수달 \| \| 작은발톱수달속 \| 작은발톱수달 \| \| \| 작은발톱수달 \| |
|                | |
| 비단수달속     | 비단수달                                                                                                  |
|                | 비단수달                                                                                                  |
| 작은발톱수달속 | 작은발톱수달                                                                                              |
|                | 작은발톱수달                                                                                              |

| 비단수달속     | 비단수달     |
|                | 비단수달     |
| 작은발톱수달속 | 작은발톱수달 |
|                | 작은발톱수달 |

|  | 수마트라수달 |
|  |              |
|  | 수달         |
|  |              |

| 민발톱수달속   | 아프리카민발톱수달                                                                                        |
|                | 아프리카민발톱수달                                                                                        |
|                | \| 비단수달속 \| 비단수달 \| \| \| 비단수달 \| \| 작은발톱수달속 \| 작은발톱수달 \| \| \| 작은발톱수달 \| |
|                | |
| 비단수달속     | 비단수달                                                                                                  |
|                | 비단수달                                                                                                  |
| 작은발톱수달속 | 작은발톱수달                                                                                              |
|                | 작은발톱수달                                                                                              |

| 비단수달속     | 비단수달     |
|                | 비단수달     |
| 작은발톱수달속 | 작은발톱수달 |
|                | 작은발톱수달 |

|  | 수마트라수달 |
|  |              |
|  | 수달         |
|  |              |

| 민발톱수달속   | 아프리카민발톱수달                                                                                        |
|                | 아프리카민발톱수달                                                                                        |
|                | \| 비단수달속 \| 비단수달 \| \| \| 비단수달 \| \| 작은발톱수달속 \| 작은발톱수달 \| \| \| 작은발톱수달 \| |
|                | |
| 비단수달속     | 비단수달                                                                                                  |
|                | 비단수달                                                                                                  |
| 작은발톱수달속 | 작은발톱수달                                                                                              |
|                | 작은발톱수달                                                                                              |

| 비단수달속     | 비단수달     |
|                | 비단수달     |
| 작은발톱수달속 | 작은발톱수달 |
|                | 작은발톱수달 |

|  | 수마트라수달 |
|  |              |
|  | 수달         |
|  |              |

| 민발톱수달속   | 아프리카민발톱수달                                                                                        |
|                | 아프리카민발톱수달                                                                                        |
|                | \| 비단수달속 \| 비단수달 \| \| \| 비단수달 \| \| 작은발톱수달속 \| 작은발톱수달 \| \| \| 작은발톱수달 \| |
|                | |
| 비단수달속     | 비단수달                                                                                                  |
|                | 비단수달                                                                                                  |
| 작은발톱수달속 | 작은발톱수달                                                                                              |
|                | 작은발톱수달                                                                                              |

| 비단수달속     | 비단수달     |
|                | 비단수달     |
| 작은발톱수달속 | 작은발톱수달 |
|                | 작은발톱수달 |

|  | 수마트라수달 |
|  |              |
|  | 수달         |
|  |              |

| 민발톱수달속   | 아프리카민발톱수달                                                                                        |
|                | 아프리카민발톱수달                                                                                        |
|                | \| 비단수달속 \| 비단수달 \| \| \| 비단수달 \| \| 작은발톱수달속 \| 작은발톱수달 \| \| \| 작은발톱수달 \| |
|                | |
| 비단수달속     | 비단수달                                                                                                  |
|                | 비단수달                                                                                                  |
| 작은발톱수달속 | 작은발톱수달                                                                                              |
|                | 작은발톱수달                                                                                              |

| 비단수달속     | 비단수달     |
|                | 비단수달     |
| 작은발톱수달속 | 작은발톱수달 |
|                | 작은발톱수달 |

|  | 수마트라수달 |
|  |              |
|  | 수달         |
|  |              |

| 민발톱수달속   | 아프리카민발톱수달                                                                                        |
|                | 아프리카민발톱수달                                                                                        |
|                | \| 비단수달속 \| 비단수달 \| \| \| 비단수달 \| \| 작은발톱수달속 \| 작은발톱수달 \| \| \| 작은발톱수달 \| |
|                | |
| 비단수달속     | 비단수달                                                                                                  |
|                | 비단수달                                                                                                  |
| 작은발톱수달속 | 작은발톱수달                                                                                              |
|                | 작은발톱수달                                                                                              |

| 비단수달속     | 비단수달     |
|                | 비단수달     |
| 작은발톱수달속 | 작은발톱수달 |
|                | 작은발톱수달 |

|  | 수마트라수달 |
|  |              |
|  | 수달         |
|  |              |

| 민발톱수달속   | 아프리카민발톱수달                                                                                        |
|                | 아프리카민발톱수달                                                                                        |
|                | \| 비단수달속 \| 비단수달 \| \| \| 비단수달 \| \| 작은발톱수달속 \| 작은발톱수달 \| \| \| 작은발톱수달 \| |
|                | |
| 비단수달속     | 비단수달                                                                                                  |
|                | 비단수달                                                                                                  |
| 작은발톱수달속 | 작은발톱수달                                                                                              |
|                | 작은발톱수달                                                                                              |

| 비단수달속     | 비단수달     |
|                | 비단수달     |
| 작은발톱수달속 | 작은발톱수달 |
|                | 작은발톱수달 |

|  | 수마트라수달 |
|  |              |
|  | 수달         |
|  |              |

| 민발톱수달속   | 아프리카민발톱수달                                                                                        |
|                | 아프리카민발톱수달                                                                                        |
|                | \| 비단수달속 \| 비단수달 \| \| \| 비단수달 \| \| 작은발톱수달속 \| 작은발톱수달 \| \| \| 작은발톱수달 \| |
|                | |
| 비단수달속     | 비단수달                                                                                                  |
|                | 비단수달                                                                                                  |
| 작은발톱수달속 | 작은발톱수달                                                                                              |
|                | 작은발톱수달                                                                                              |

| 비단수달속     | 비단수달     |
|                | 비단수달     |
| 작은발톱수달속 | 작은발톱수달 |
|                | 작은발톱수달 |

|  | 긴꼬리수달                                                  |
|  |                                                             |
|  | \| \| 남아메리카수달 \| \| \| \| \| \| 바다수달 \| \| \| \| |
|  |                                                             |
|  | 남아메리카수달                                              |
|  |                                                             |
|  | 바다수달                                                    |
|  |                                                             |

|  | 남아메리카수달 |
|  |                |
|  | 바다수달       |
|  |                |

|  | 긴꼬리수달                                                  |
|  |                                                             |
|  | \| \| 남아메리카수달 \| \| \| \| \| \| 바다수달 \| \| \| \| |
|  |                                                             |
|  | 남아메리카수달                                              |
|  |                                                             |
|  | 바다수달                                                    |
|  |                                                             |

|  | 남아메리카수달 |
|  |                |
|  | 바다수달       |
|  |                |

|  | 수마트라수달 |
|  |              |
|  | 수달         |
|  |              |

| 민발톱수달속   | 아프리카민발톱수달                                                                                        |
|                | 아프리카민발톱수달                                                                                        |
|                | \| 비단수달속 \| 비단수달 \| \| \| 비단수달 \| \| 작은발톱수달속 \| 작은발톱수달 \| \| \| 작은발톱수달 \| |
|                | |
| 비단수달속     | 비단수달                                                                                                  |
|                | 비단수달                                                                                                  |
| 작은발톱수달속 | 작은발톱수달                                                                                              |
|                | 작은발톱수달                                                                                              |

| 비단수달속     | 비단수달     |
|                | 비단수달     |
| 작은발톱수달속 | 작은발톱수달 |
|                | 작은발톱수달 |

|  | 수마트라수달 |
|  |              |
|  | 수달         |
|  |              |

| 민발톱수달속   | 아프리카민발톱수달                                                                                        |
|                | 아프리카민발톱수달                                                                                        |
|                | \| 비단수달속 \| 비단수달 \| \| \| 비단수달 \| \| 작은발톱수달속 \| 작은발톱수달 \| \| \| 작은발톱수달 \| |
|                | |
| 비단수달속     | 비단수달                                                                                                  |
|                | 비단수달                                                                                                  |
| 작은발톱수달속 | 작은발톱수달                                                                                              |
|                | 작은발톱수달                                                                                              |

| 비단수달속     | 비단수달     |
|                | 비단수달     |
| 작은발톱수달속 | 작은발톱수달 |
|                | 작은발톱수달 |

|  | 수마트라수달 |
|  |              |
|  | 수달         |
|  |              |

| 민발톱수달속   | 아프리카민발톱수달                                                                                        |
|                | 아프리카민발톱수달                                                                                        |
|                | \| 비단수달속 \| 비단수달 \| \| \| 비단수달 \| \| 작은발톱수달속 \| 작은발톱수달 \| \| \| 작은발톱수달 \| |
|                | |
| 비단수달속     | 비단수달                                                                                                  |
|                | 비단수달                                                                                                  |
| 작은발톱수달속 | 작은발톱수달                                                                                              |
|                | 작은발톱수달                                                                                              |

| 비단수달속     | 비단수달     |
|                | 비단수달     |
| 작은발톱수달속 | 작은발톱수달 |
|                | 작은발톱수달 |

|  | 수마트라수달 |
|  |              |
|  | 수달         |
|  |              |

| 민발톱수달속   | 아프리카민발톱수달                                                                                        |
|                | 아프리카민발톱수달                                                                                        |
|                | \| 비단수달속 \| 비단수달 \| \| \| 비단수달 \| \| 작은발톱수달속 \| 작은발톱수달 \| \| \| 작은발톱수달 \| |
|                | |
| 비단수달속     | 비단수달                                                                                                  |
|                | 비단수달                                                                                                  |
| 작은발톱수달속 | 작은발톱수달                                                                                              |
|                | 작은발톱수달                                                                                              |

| 비단수달속     | 비단수달     |
|                | 비단수달     |
| 작은발톱수달속 | 작은발톱수달 |
|                | 작은발톱수달 |

|  | 수마트라수달 |
|  |              |
|  | 수달         |
|  |              |

| 민발톱수달속   | 아프리카민발톱수달                                                                                        |
|                | 아프리카민발톱수달                                                                                        |
|                | \| 비단수달속 \| 비단수달 \| \| \| 비단수달 \| \| 작은발톱수달속 \| 작은발톱수달 \| \| \| 작은발톱수달 \| |
|                | |
| 비단수달속     | 비단수달                                                                                                  |
|                | 비단수달                                                                                                  |
| 작은발톱수달속 | 작은발톱수달                                                                                              |
|                | 작은발톱수달                                                                                              |

| 비단수달속     | 비단수달     |
|                | 비단수달     |
| 작은발톱수달속 | 작은발톱수달 |
|                | 작은발톱수달 |

|  | 수마트라수달 |
|  |              |
|  | 수달         |
|  |              |

| 민발톱수달속   | 아프리카민발톱수달                                                                                        |
|                | 아프리카민발톱수달                                                                                        |
|                | \| 비단수달속 \| 비단수달 \| \| \| 비단수달 \| \| 작은발톱수달속 \| 작은발톱수달 \| \| \| 작은발톱수달 \| |
|                | |
| 비단수달속     | 비단수달                                                                                                  |
|                | 비단수달                                                                                                  |
| 작은발톱수달속 | 작은발톱수달                                                                                              |
|                | 작은발톱수달                                                                                              |

| 비단수달속     | 비단수달     |
|                | 비단수달     |
| 작은발톱수달속 | 작은발톱수달 |
|                | 작은발톱수달 |

|  | 수마트라수달 |
|  |              |
|  | 수달         |
|  |              |

| 민발톱수달속   | 아프리카민발톱수달                                                                                        |
|                | 아프리카민발톱수달                                                                                        |
|                | \| 비단수달속 \| 비단수달 \| \| \| 비단수달 \| \| 작은발톱수달속 \| 작은발톱수달 \| \| \| 작은발톱수달 \| |
|                | |
| 비단수달속     | 비단수달                                                                                                  |
|                | 비단수달                                                                                                  |
| 작은발톱수달속 | 작은발톱수달                                                                                              |
|                | 작은발톱수달                                                                                              |

| 비단수달속     | 비단수달     |
|                | 비단수달     |
| 작은발톱수달속 | 작은발톱수달 |
|                | 작은발톱수달 |

|  | 수마트라수달 |
|  |              |
|  | 수달         |
|  |              |

| 민발톱수달속   | 아프리카민발톱수달                                                                                        |
|                | 아프리카민발톱수달                                                                                        |
|                | \| 비단수달속 \| 비단수달 \| \| \| 비단수달 \| \| 작은발톱수달속 \| 작은발톱수달 \| \| \| 작은발톱수달 \| |
|                | |
| 비단수달속     | 비단수달                                                                                                  |
|                | 비단수달                                                                                                  |
| 작은발톱수달속 | 작은발톱수달                                                                                              |
|                | 작은발톱수달                                                                                              |

| 비단수달속     | 비단수달     |
|                | 비단수달     |
| 작은발톱수달속 | 작은발톱수달 |
|                | 작은발톱수달 |

|  | 긴꼬리수달                                                  |
|  |                                                             |
|  | \| \| 남아메리카수달 \| \| \| \| \| \| 바다수달 \| \| \| \| |
|  |                                                             |
|  | 남아메리카수달                                              |
|  |                                                             |
|  | 바다수달                                                    |
|  |                                                             |

|  | 남아메리카수달 |
|  |                |
|  | 바다수달       |
|  |                |

|  | 긴꼬리수달                                                  |
|  |                                                             |
|  | \| \| 남아메리카수달 \| \| \| \| \| \| 바다수달 \| \| \| \| |
|  |                                                             |
|  | 남아메리카수달                                              |
|  |                                                             |
|  | 바다수달                                                    |
|  |                                                             |

|  | 남아메리카수달 |
|  |                |
|  | 바다수달       |
|  |                |

|  | 수마트라수달 |
|  |              |
|  | 수달         |
|  |              |

| 민발톱수달속   | 아프리카민발톱수달                                                                                        |
|                | 아프리카민발톱수달                                                                                        |
|                | \| 비단수달속 \| 비단수달 \| \| \| 비단수달 \| \| 작은발톱수달속 \| 작은발톱수달 \| \| \| 작은발톱수달 \| |
|                | |
| 비단수달속     | 비단수달                                                                                                  |
|                | 비단수달                                                                                                  |
| 작은발톱수달속 | 작은발톱수달                                                                                              |
|                | 작은발톱수달                                                                                              |

| 비단수달속     | 비단수달     |
|                | 비단수달     |
| 작은발톱수달속 | 작은발톱수달 |
|                | 작은발톱수달 |

|  | 수마트라수달 |
|  |              |
|  | 수달         |
|  |              |

| 민발톱수달속   | 아프리카민발톱수달                                                                                        |
|                | 아프리카민발톱수달                                                                                        |
|                | \| 비단수달속 \| 비단수달 \| \| \| 비단수달 \| \| 작은발톱수달속 \| 작은발톱수달 \| \| \| 작은발톱수달 \| |
|                | |
| 비단수달속     | 비단수달                                                                                                  |
|                | 비단수달                                                                                                  |
| 작은발톱수달속 | 작은발톱수달                                                                                              |
|                | 작은발톱수달                                                                                              |

| 비단수달속     | 비단수달     |
|                | 비단수달     |
| 작은발톱수달속 | 작은발톱수달 |
|                | 작은발톱수달 |

|  | 수마트라수달 |
|  |              |
|  | 수달         |
|  |              |

| 민발톱수달속   | 아프리카민발톱수달                                                                                        |
|                | 아프리카민발톱수달                                                                                        |
|                | \| 비단수달속 \| 비단수달 \| \| \| 비단수달 \| \| 작은발톱수달속 \| 작은발톱수달 \| \| \| 작은발톱수달 \| |
|                | |
| 비단수달속     | 비단수달                                                                                                  |
|                | 비단수달                                                                                                  |
| 작은발톱수달속 | 작은발톱수달                                                                                              |
|                | 작은발톱수달                                                                                              |

| 비단수달속     | 비단수달     |
|                | 비단수달     |
| 작은발톱수달속 | 작은발톱수달 |
|                | 작은발톱수달 |

|  | 수마트라수달 |
|  |              |
|  | 수달         |
|  |              |

| 민발톱수달속   | 아프리카민발톱수달                                                                                        |
|                | 아프리카민발톱수달                                                                                        |
|                | \| 비단수달속 \| 비단수달 \| \| \| 비단수달 \| \| 작은발톱수달속 \| 작은발톱수달 \| \| \| 작은발톱수달 \| |
|                | |
| 비단수달속     | 비단수달                                                                                                  |
|                | 비단수달                                                                                                  |
| 작은발톱수달속 | 작은발톱수달                                                                                              |
|                | 작은발톱수달                                                                                              |

| 비단수달속     | 비단수달     |
|                | 비단수달     |
| 작은발톱수달속 | 작은발톱수달 |
|                | 작은발톱수달 |

|  | 수마트라수달 |
|  |              |
|  | 수달         |
|  |              |

| 민발톱수달속   | 아프리카민발톱수달                                                                                        |
|                | 아프리카민발톱수달                                                                                        |
|                | \| 비단수달속 \| 비단수달 \| \| \| 비단수달 \| \| 작은발톱수달속 \| 작은발톱수달 \| \| \| 작은발톱수달 \| |
|                | |
| 비단수달속     | 비단수달                                                                                                  |
|                | 비단수달                                                                                                  |
| 작은발톱수달속 | 작은발톱수달                                                                                              |
|                | 작은발톱수달                                                                                              |

| 비단수달속     | 비단수달     |
|                | 비단수달     |
| 작은발톱수달속 | 작은발톱수달 |
|                | 작은발톱수달 |

|  | 수마트라수달 |
|  |              |
|  | 수달         |
|  |              |

| 민발톱수달속   | 아프리카민발톱수달                                                                                        |
|                | 아프리카민발톱수달                                                                                        |
|                | \| 비단수달속 \| 비단수달 \| \| \| 비단수달 \| \| 작은발톱수달속 \| 작은발톱수달 \| \| \| 작은발톱수달 \| |
|                | |
| 비단수달속     | 비단수달                                                                                                  |
|                | 비단수달                                                                                                  |
| 작은발톱수달속 | 작은발톱수달                                                                                              |
|                | 작은발톱수달                                                                                              |

| 비단수달속     | 비단수달     |
|                | 비단수달     |
| 작은발톱수달속 | 작은발톱수달 |
|                | 작은발톱수달 |

|  | 수마트라수달 |
|  |              |
|  | 수달         |
|  |              |

| 민발톱수달속   | 아프리카민발톱수달                                                                                        |
|                | 아프리카민발톱수달                                                                                        |
|                | \| 비단수달속 \| 비단수달 \| \| \| 비단수달 \| \| 작은발톱수달속 \| 작은발톱수달 \| \| \| 작은발톱수달 \| |
|                | |
| 비단수달속     | 비단수달                                                                                                  |
|                | 비단수달                                                                                                  |
| 작은발톱수달속 | 작은발톱수달                                                                                              |
|                | 작은발톱수달                                                                                              |

| 비단수달속     | 비단수달     |
|                | 비단수달     |
| 작은발톱수달속 | 작은발톱수달 |
|                | 작은발톱수달 |

|  | 수마트라수달 |
|  |              |
|  | 수달         |
|  |              |

| 민발톱수달속   | 아프리카민발톱수달                                                                                        |
|                | 아프리카민발톱수달                                                                                        |
|                | \| 비단수달속 \| 비단수달 \| \| \| 비단수달 \| \| 작은발톱수달속 \| 작은발톱수달 \| \| \| 작은발톱수달 \| |
|                | |
| 비단수달속     | 비단수달                                                                                                  |
|                | 비단수달                                                                                                  |
| 작은발톱수달속 | 작은발톱수달                                                                                              |
|                | 작은발톱수달                                                                                              |

| 비단수달속     | 비단수달     |
|                | 비단수달     |
| 작은발톱수달속 | 작은발톱수달 |
|                | 작은발톱수달 |

|  | 긴꼬리수달                                                  |
|  |                                                             |
|  | \| \| 남아메리카수달 \| \| \| \| \| \| 바다수달 \| \| \| \| |
|  |                                                             |
|  | 남아메리카수달                                              |
|  |                                                             |
|  | 바다수달                                                    |
|  |                                                             |

|  | 남아메리카수달 |
|  |                |
|  | 바다수달       |
|  |                |

|  | 긴꼬리수달                                                  |
|  |                                                             |
|  | \| \| 남아메리카수달 \| \| \| \| \| \| 바다수달 \| \| \| \| |
|  |                                                             |
|  | 남아메리카수달                                              |
|  |                                                             |
|  | 바다수달                                                    |
|  |                                                             |

|  | 남아메리카수달 |
|  |                |
|  | 바다수달       |
|  |                |